# Stalin Valencia
Stalin Evander Valencia Cortez (Esmeraldas, Ecuador, 10 de octubre de 2003) es un futbolista ecuatoriano. Juega como defensa y su equipo actual es Fortaleza CEIF de la Categoría Primera A de Colombia.

## Trayectoria
Stalin se inició en las inferiores de Independiente del Valle y Clan Juvenil, en 2019 pasó por la sub-17 del Club Sport Norte América y debutó en el primer equipo ese mismo año. En 2020 llega a Liga Deportiva Universitaria y debuta en el fútbol de Primera División. En 2022 fue cedido al Pumas Tabasco de la Liga de Expansión MX.
En 2024 fue transferido al Once Caldas de Colombia por dos temporadas. En 2025 fue cedido a otro equipo de Primera División, el Fortaleza CEIF.

## Selección nacional

### Selección sub-20
El 9 de mayo de 2023 fue convocado para la Copa Mundial de Fútbol Sub-20 de 2023.

#### Participaciones en torneos internacionales
| Campeonato                  | Sede      | Resultado        | Partidos | Goles |
| --------------------------- | --------- | ---------------- | -------- | ----- |
| Copa Mundial Sub-20 de 2023 | Argentina | Octavos de final | 2        | 0     |

## Estadísticas

### Clubes
Actualizado al último partido disputado el 13 de abril de 2025.
| Club                                   | Div.          | Temporada     | Liga  | Liga  | Copas nacionales | Copas nacionales | Copas internacionales | Copas internacionales | Total | Total | Total  |
| Club                                   | Div.          | Temporada     | Part. | Goles | Part.            | Goles            | Part.                 | Goles                 | Part. | Goles | Asist. |
| -------------------------------------- | ------------- | ------------- | ----- | ----- | ---------------- | ---------------- | --------------------- | --------------------- | ----- | ----- | ------ |
| C. S. Norte América · Ecuador          | 3.ª           | 2019          | 8     | 0     | —                | —                | —                     | —                     | 8     | 0     | 0      |
| C. S. Norte América · Ecuador          | Total club    | Total club    | 8     | 0     | 0                | 0                | 0                     | 0                     | 8     | 0     | 0      |
| Atlético Kin · Ecuador                 | 3.ª           | 2020          | 6     | 0     | —                | —                | —                     | —                     | 6     | 0     | 0      |
| Atlético Kin · Ecuador                 | Total club    | Total club    | 6     | 0     | 0                | 0                | 0                     | 0                     | 6     | 0     | 0      |
| Liga Deportiva Universitaria · Ecuador | 1.ª           | 2020          | 1     | 0     | —                | —                | —                     | —                     | 1     | 0     | 0      |
| Liga Deportiva Universitaria · Ecuador | 1.ª           | 2021          | 0     | 0     | —                | —                | —                     | —                     | 0     | 0     | 0      |
| Liga Deportiva Universitaria · Ecuador | 1.ª           | 2022          | 0     | 0     | —                | —                | —                     | —                     | 0     | 0     | 0      |
| Liga Deportiva Universitaria · Ecuador | Total club    | Total club    | 1     | 0     | 0                | 0                | 0                     | 0                     | 1     | 0     | 0      |
| Pumas Tabasco · México                 | 2.ª           | 2022-23       | 15    | 0     | —                | —                | —                     | —                     | 15    | 0     | 0      |
| Pumas Tabasco · México                 | Total club    | Total club    | 15    | 0     | 0                | 0                | 0                     | 0                     | 15    | 0     | 0      |
| Once Caldas · Colombia                 | 1.ª           | 2024          | 15    | 0     | 1                | 0                | —                     | —                     | 16    | 0     | 0      |
| Once Caldas · Colombia                 | Total club    | Total club    | 15    | 0     | 1                | 0                | 0                     | 0                     | 16    | 0     | 0      |
| Fortaleza CEIF · Colombia              | 1.ª           | 2025          | 11    | 0     | 0                | 0                | —                     | —                     | 11    | 0     | 0      |
| Fortaleza CEIF · Colombia              | Total club    | Total club    | 11    | 0     | 0                | 0                | 0                     | 0                     | 11    | 0     | 0      |
| Total carrera                          | Total carrera | Total carrera | 56    | 0     | 1                | 0                | 0                     | 0                     | 57    | 0     | 0      |
| 1.                                     |               |               |       |       |                  |                  |                       |                       |       |       |        |